# Antonio Tari
Antonio Tari (Villa Santa Maria Maggiore, 1º luglio 1809 – Napoli, 15 marzo 1884) è stato un filosofo, scrittore e critico musicale italiano.

## Profilo

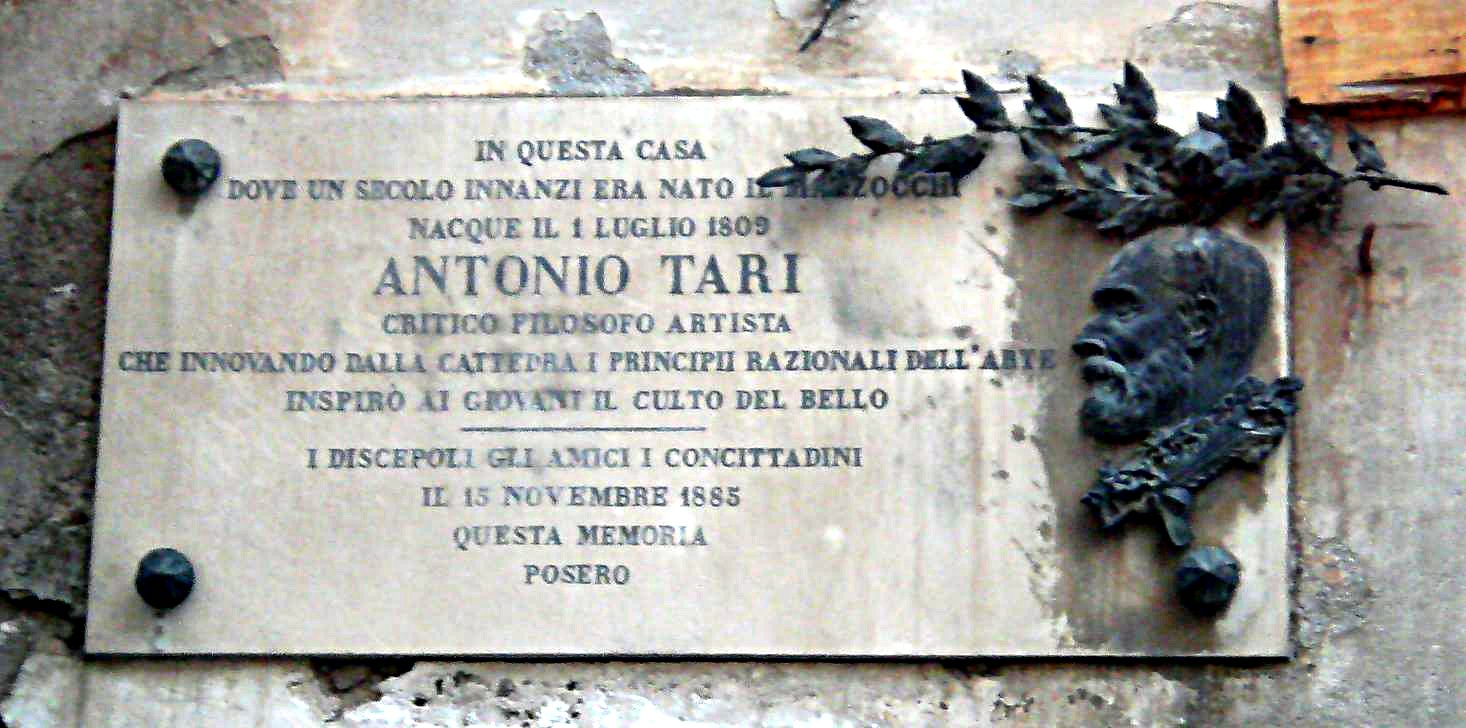
Epigrafe situata alla destra del portone d'ingresso del palazzo dove nacque Antonio Tari

Di famiglia originaria di Terelle, nel Frusinate, nacque in un palazzo seicentesco della non distante Villa Santa Maria Maggiore, l'odierna Santa Maria Capua Vetere, anch'essa rientrante in Terra di Lavoro, da un impiegato che si trovava lì di passaggio . I genitori erano Giuseppe Tari, conservatore delle ipoteche per la provincia di Terra di Lavoro, e Anna Cossa. Il palazzo natìo, conosciuto come palazzo Mazzocchi, ove aveva schiuso gli occhi anche l'archeologo Alessio Simmaco Mazzocchi , era situato nell'allora strada della Croce, l'odierna via Mazzocchi, ed è oggi gravemente degradato.
Studiò a Montecassino, dove conobbe Silvio Spaventa. Nel 1830 si trasferì a Napoli dove si laureò in giurisprudenza e iniziò la professione di avvocato .
Ben presto però all'avvocatura preferì la filosofia, la letteratura e la musica, unendosi all'amico Spaventa, a Cusano, a Francesco de Sanctis e ad altri pensatori liberali dell'epoca e collaborando a vari giornali letterari partenopei. Nel 1861 fu eletto deputato per il collegio di S. Germano, ma rifiutò il mandato per dedicarsi all'insegnamento. Infatti lo stesso anno era entrato per concorso nella Regia Università di Napoli, divenendo il primo cattedratico di estetica in Italia, nello stesso periodo in cui vi insegnavano anche Francesco de Sanctis, Luigi Settembrini, Silvio Spaventa e Giovanni Bovio . Vi insegnò per oltre un ventennio, fino alla sua morte.
Si dedicò a vari rami della filosofia e delle scienze del linguaggio, traducendo anche, per la casa editrice Detken, opere di autori stranieri all'epoca non molto noti come Leon Brothier , Sigismond Zaborowski-Moindron  e Eugene Noel , traduzioni pubblicate tra il 1881 e il 1885.
Il suo sistema estetico, variamente criticato, in particolare per la scarsa originalità, si caratterizzava per una vivacità espressiva, con ricche e talvolta variopinte esemplificazioni, che peraltro ne resero celebri e molto frequentate le lezioni universitarie. Parte significativa dei suoi studi filosofici, per i quali viene annoverato tra i precursori del neohegelismo italiano, fu pubblicata postuma.

## Il filosofo "giullare di Dio"
Benedetto Croce, nei saggi critici della Letteratura della Nuova Italia, definì Tari «giullare di Dio», vale a dire, per riprendere le parole dello stesso Croce, il «lieto giullare della filosofia». Il pensatore abruzzese spiegava, al riguardo, che Tari non ebbe mai nemici, riuscendo a farsi ben volere sia dagli amici sia dagli avversari, che «prendeva a braccetto, e li menava a spasso con sé, divertendosi a contradirli e a sentirsi contradetto».
Quasi ad avallare la definizione sopra riportata, il pensatore abruzzese ebbe anche a rilevare che la bizzarra genialità di Tari «gli faceva trovare piacere nei ravvicinamenti e collegamenti più disparati e più comici: della frase sublime con la scherzosa, del ricordo solenne con l'aneddoto salace, del linguaggio latino o del tedesco col vernacolo napoletano. Parla in gergo, ma in gergo che è quintessenza di cultura e stravagante miscuglio di elementi geniali» .
A proposito dell'opera "Manuale di estetica" del Tari (inedita), Croce disse:

## Musica ed Estetica
L'essenza giocosa si mischiava, confondendosi, con un'acuta critica, che si rivolgeva a tutti i campi in cui l'estetica si sostanziava e, in particolare, ad una delle “arti” al quale Tari era più attratto: la musica.
Tra il serio e il faceto, infatti, il filosofo, dopo aver pubblicato nel 1879 un interessante studio critico su Serietà e ludo, compose un saggio musicale, con tanto di note, dal titolo in tal senso emblematico di Lezioni di estetica generale .
Questo indirizzo lo portò ad occuparsi, scrivendone nel 1883, anche sulla celebre pastorale di Beethoven .

## Opere principali
- Estetica ideale, Tip. del Fibreno, Napoli 1863;
- Ente spirito e reale. Confessioni filosofiche, Stamperia della Regia Università, Napoli 1872;
- Opera, melodramma, dramma: nota critica, Tip. della Regia Università, Napoli 1878;
- Serietà e ludo: saggio critico, Tip. della Regia Università, Napoli 1879;
- Saggi di critica, con prefazione di R. Cotugno, Tip. Vecchi, Trani 1886;
- Saggi di estetica e metafisica, a cura di B. Croce, Laterza, Bari 1910;
- Estetica esistenziale, a cura di M. Leotta, Morano, Napoli 1987
- L'estetica reale, a cura di F. Solitario, Prometheus, Milano 2003